# 弘化郡
弘化郡（こうか-ぐん）は、中国にかつて存在した郡。
『隋書』や『太平寰宇記』によれば西魏の時代に設置されたとされる。しかし『北周志』には化政郡と記録され、また北魏の献文帝の諱が「弘」であったことより西魏において皇帝諱と重複する「弘化」を郡名に使用することはありえないとする考証もある。『揚州大都督長史王公神道碑』の記録に従い、郡制が施行されたのは北周末隋初であったと考えられる。隋代が成立するとまもなく廃止されている。

## 下部行政区画
- 巌緑県
- 寧朔県
- 代名県 - 『隋書』や『元和郡県志』に記載無し。